# جامعة بوكنل
جامعة بوكنل (بالإنجليزية: Bucknell University)‏ هي جامعة، تأسست في 1845م، في الولايات المتحدة، وكان مؤسسها هو William Bucknell ‏، وهي عضوة في Digital Library Federation ‏، وScholarly Publishing and Academic Resources Coalition ‏.